# 特氏石鮰
特氏石鮰為輻鰭魚綱鯰形目北美鯰科的其中一種，被IUCN列為絕種的動物，分布於北美洲美國俄亥俄州南部Big Darby溪流域，體長可達6.1公分，棲息在沙石底質的溪流。

## 擴展閱讀
維基物種上的相關：特氏石鮰